# Barlangi Mentőszolgálat
A BMSZ kiemelten közhasznú, közfeladatot ellátó társadalmi szervezet. Tagjai térítésmentesen végzik munkájukat, fizetett alkalmazottja nincs.

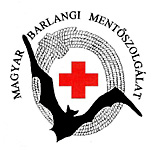
A Barlangi Mentőszolgálat logója

## A szervezet története
A szervezet elsősorban az eltévedt kalandvágyó fiatalok felkutatása céljából jött létre 1961-ben. Már korábban is többször fordultak a hatóságok a barlangászokhoz, később a tevékenység áttevődött a ritkább, de súlyosabb sérüléses balesetek mentésére. 1966-74 között a Solymári-ördöglyukból 65, 1986-95 között 27 eltévedt, vagy sérült turistát mentettek ki.
Magyarország mindig is élen járt a szervezett barlangi mentésekben. Már 1935-ből írásos dokumentumok vannak barlangi mentő gyakorlatokról. 1961-ben pedig megtörtént a BMSZ igazi szervezetszerű megalakulása.  Az eltelt évek alatt a BMSZ-t mindig más szervezetekhez csatolták. Tartozott a Vöröskereszthez, az MTSZ-hez, a Magyar Karszt- és Barlangkutató Társulathoz (MKBT), még a Rendőrséghez is. A valóságos, a fent leírt szervezet azonban változatlanul, és működőképesen megmaradt mind a mai napig, 1991 óta önálló egyesületi formában.
Mivel a Bükk-vidék igen gazdag nagy barlangokban, ezekben az előforduló balesetek száma is nagy, ezért hozták létre a Barlangi Mentők Észak-magyarországi Egyesületét, ugyanilyen célzattal jött létre a Bakonyi Barlang Mentőszolgálat is.
A BMSZ elsődleges feladata: barlangokban vagy egyéb nehezen megközelíthető helyen bajba jutott, megsérült személyek számára segítség nyújtása, és biztonságos helyre szállításuk.
Az egyesület a barlangi mentésen kívül azonban számos más esetben is kész és képes segítséget nyújtani a rászorultaknak.  A speciális képzettségből eredően a Magyarországon előforduló extrém baleseti helyek megközelítésére, vagy a szélsőséges időjárási viszonyok  leküzdésére is képesek a  szolgálat tagjai.
Feladatából eredően a tagság barlangászokból áll, akik különböző barlangász egyesületek tagjai. Ezen egyesületek keretében folytatják barlangász tevékenységüket, és ezen felül tagjai a BMSZ-nek. A tagok felvételük előtt expedíciókon, barlangász ügyességi versenyeken bizonyították képességeiket, és barlangász tanfolyamokon minimum technikai vizsgát tettek, valamint legalább egyéves próbaidő alatt egyéb képességeiket is megmutatták. Őket egészítik ki azok az orvosok, akik barlangász gyakorlatuk révén képesek a bajba jutott személyekhez eljutni. 
Iskolai végzettségük alapján a szervezet teljesen heterogén, a szakmunkástól az egyetemi tanárig, munkájuk szerint a közalkalmazottól a vállalkozóig mindenféle ember megtalálható. Ami összetartja ezt a társaságot, az a közös cél: segítséget nyújtani a bajba jutottaknak ott, ahol más nem képes erre.

## Szervezeti felépítése, tagsága
A BMSZ egyesületként működik, vezetőségét, elnökét a tagság demokratikusan választja.
Szervezeti szempontból a tagság négy fő csoportra oszlik:
- A BMSZ rendes tagjai:

-  barlangászok: feladatuk a sérült szállítása, illetve felkutatása; 
- mentőszolgálat orvosai: feladatuk a sérült ellátása a sérülés helyén, illetve a szállítás alatti orvosi felügyelet.
- A BMSZ tartalékos tagjai:

azok a barlangi mentők, akik valamilyen oknál fogva a rendes tagság követelményeit (gyakorlatok, megbeszélések látogatása) nem tudják ellátni, de egy esetleges mentés alkalmával szükség esetén a mentésbe bevonhatók.
- A BMSZ próbaidős tagjai:

akik jelentkeztek a mentőszolgálatba, eddigi barlangász eredményeikkel bizonyították a rátermettségüket, és tanulják a mentési módszereket.
- A BMSZ pártoló tagjai:

akik a BMSZ munkájában közvetlenül nem vesznek részt, de céljaival egyetértenek, és támogatják azokat erkölcsi, és anyagi értelemben egyaránt.

## A mentésvezető
Miután a barlangi mentés rendkívül felelősségteljes, nagyon nehéz és veszélyes fizikai munka, a mentések alkalmával a demokrácia helyére egyfajta rangsor lép, amelynek élén a mentésvezető áll.
A mentés ideje alatt a mentésvezető fogja össze az akciócsoportokat, akiket az akciócsoport-vezetők irányítanak. Attól a pillanattól kezdve, hogy a riasztás eléri a mentőszolgálatot, a saját munkahelyi vagy magánéleti tevékenység a tagok számára megszűnik. Az a vezető, aki a riasztást megkapta személyhívón, riasztja a szolgálat tagjait. Meghatározza a riasztás mértékét (azonnali, sürgős, készenlét stb.), a szükséges létszámot és felszerelést. A személyhívóval nem rendelkező tagokat telefonon értesíti.
Miután a szolgálat tagjai a bázison összegyűltek, a mentésvezető elindítja őket a mentés színhelyére. Ez többnyire a rendőrség segítségével, megkülönböztetett jelzésű járművein, illetve a tagság saját gépjárművein történik. A helyszínen a mentésvezető meghatározza az akciócsoportokat, feladatukat, és útnak indítja őket. A mentés ideje alatt a mentésvezető koordinálja az egyéb szervezetek és BMSZ munkáját, az akciócsoportokat, és a mentést felügyeli.
Az akciócsoport-vezető az akciócsoport tagjait irányítja, és tevékenyen részt vállal a mentési munkából.

## Egyéb tevékenységek, rendezvények
Az egyesület legfontosabb tevékenysége a barlangi mentés, de ugyanilyen fontosságú a megelőzés. Ezért a BMSZ tevékenyen részt vállal az oktatásban, a Magyar Természetjáró Szövetség (MTSZ), illetve a Magyar Karszt- és Barlangkutató Társulat (MKBT) keretein belül működő barlangitúravezető-, kutatásvezető-képzésben, és a technikai tanfolyamok lebonyolításában egyaránt.
Legalább ilyen fontos, ha nem fontosabb a tagok továbbképzése, tanulása is.
Amikor pénzügyi lehetőségeik megengedik, néhány tag részt vesz a franciaországi tanfolyamokon, ahol a világon egyedül nemzetközi barlangimentő-képzés folyik. A kiképzésben részt vett tagok az ott tanultakat tovább adják barlangi mentő gyakorlatokon a többi tagnak, így biztosítva a folyamatos továbbképzést.
A mentési eseményekre különböző helyszíneken rendezett gyakorlatokon készül a szolgálat. Ez azt a célt is szolgálja, hogy egyre több barlangot ismerjenek meg mentési szempontból, és azt is, hogy ezek a barlangok elő legyenek készítve egy esetleges balesetnél a mentésre. (Ezt példázza a balatonedericsi Csodabogyós-barlangban végrehajtott mentés, ahol a mentési útvonal egy jelentős része már kiépítésre került egy korábbi gyakorlat alkalmával.)

## Nemzetközi kapcsolatok
A BMSZ megalakulása óta tart fenn nemzetközi kapcsolatokat. Részt vesz a Barlangi Mentők Nemzetközi Szervezete munkájában, és rendezvényein.
A BMSZ legjelentősebb nemzetközi rendezvényei itthon az 1983-ban Aggteleken rendezett Barlangi Mentők Nemzetközi Kongresszusa, és az 1989-ben rendezett Nemzetközi Barlangi Mentő Szimpózium voltak. Mind két rendezvény után komoly elismeréseket kaptak a külföldi résztvevőktől, és a nemzetközi szervezet tisztség viselőitől egyaránt. 
A barlangi mentéseken kívül még számos esetben kérték a BMSZ segítségét kül- és belföldön egyaránt. Így kerestek nehéz, veszélyes terepen eltűnt embert. A rendőrség kérésére holttestek felkutatásában, felszínre emelésében vettünk részt. A Jós utcai robbanásnál holttesteket emeltünk ki a romok alól. A törökországi földrengésnél önkénteseink részt vettek a mentőcsapat munkájában (dr.Temesvári Péter orvos emelte ki a kislányt a romok alól). Zárt térben, barlangban történt búvár baleseteknél közreműködtek mentés irányítással, logisztikai segítséggel. Az utóbbi idők árvizeinél küldtek önkéntes csapatokat a védekezéshez.